# أربد بن قيس

خريطة توضح اماكن القبائل العربية في شبه الجزيرة العربية

 أبو جعفر أربد بن قيس بن جزء بن خالد بن جعفر الكلابي العامري الهوازني أحد سادات بني جعفر في الجاهلية. وهو أخو لبيد بن ربيعة من أمه.

## نشأته
نشأ مع عامر بن الطفيل وعبدالله بن الطفيل ولبيد بن ربيعة أبناء أعمامه وهم متقاربون في العمر.

## مشاركته في الحروب
شارك في قتل الأعصم بن خليد التميمي عند بلاد بني تميم كما شارك في غزو بلاد بني عبس من غطفان.

## قيادته للجيش
قاد الجيش بعد عبدالله بن الطفيل فترة وجيزة لا تتعدى بضع شهور في تلك الفترة هزم على يد بكر بن وائل في البحرين.

## محاولة قتل النبي محمد
وفد مع عامر بن الطفيل في وفد بني عامر وأرادوا قتل الرسول محمد فأتفقا أن يختلي عامر مع الرسول ويطعنه أربد من وراء ظهره
فعندما وصلا كشف رسول الله نية عامر السيئة فقال عامر:الأ تخالني يامحمد؟
فأبى الرسول ووقف أربد خائفا فكررها عامر حتى هرب عامر وأربد فقال عامر: ما رأيت أجبن منك،
فقال أربد لا أخافك يا عامر أبدا
فدعى الرسول عليهما: اللهم أكفني شر عامر ومالك يعني (أربد).

## موته
ذهب أربد مع ناقة له إلى الحجاز وبينما كان راكبا عليها صعقته صاعقة فغدا رمد ولم يعثرون على جثته.
قال ابن إسحاق: وكان أربد بن قيس أخا لبيد بن ربيعة من أمه، فقال لبيد يبكي أربد: